# Ruby Wilson
Ruby Wilson (née le 29 février 1948 et morte le 12 août 2016) est une chanteuse américaine de blues et de gospel, ainsi qu'une actrice. Elle est connue comme « La Reine de Beale Street » (The Queen of Beale Street), car elle a chanté dans les clubs de Beale Street, à Memphis, au Tennessee, pendant plus de 40 ans. Elle a également enregistré des albums à succès, et a connu des tournées fructueuses. Elle est apparue dans un certain nombre de films.

## Jeunesse
Wilson naît à Fort Worth, Texas. Elle est la cadette d'une famille de six enfants. Sa mère est une femme de ménage, son père est un travailleur autonome. Durant sa jeunesse, Wilson cueille et sarcle le coton. Elle dira plus tard que ce labeur était chaud et désagréable.
L'éducation de Wilson est marquée par la musique, de deux sources bien différentes. D'un côté, sa mère, une femme très religieuse, n'autorise ses enfants qu'à écouter de la musique gospel, car elle croit que tous les autres genres musicaux sont « la musique du diable ». La mère de Wilson est la chef de chœur à l'église que leur famille fréquente et, à 7 ans, Wilson chante dans cette chorale. De l'autre côté, le père de Wilson aime le blues et Wilson écoute avec lui les musiciens de blues, qui auront une grande influence sur sa carrière future.
Wilson rencontre B. B. King pour la première fois à 14 ans. King offre d'être son parrain, et les deux deviennent proches,. À 15 ans, la chanteuse Shirley Caesar (en) entend Wilson chanter à l'église et l'invite en tournée avec elle en tant que choriste,. L'année suivante, Wilson déménage à Chicago, où elle devient chef de chœur et chante du gospel. Elle revient plus tard au Texas et commence à chanter du jazz.

## Carrière
Wilson s'installe à Memphis, dans le Tennessee, en 1972 et commence à travailler comme enseignante en maternelle au sein du système scolaire de la ville de Memphis. Elle commence également à se produire régulièrement dans les clubs de Beale Street, incluant les clubs The Peabody, Club Handy et Club Royale, avec des musiciens tels que Ray Charles, Isaac Hayes, et The Four Tops. Quand B. B. King ouvre son B. B. King's Blues Club, elle y reçoit une résidence hebdomadaire et, plus tard, quand il ouvre le restaurant Itta Bena, elle s'y produit régulièrement aussi.
Au fur et à mesure du développement de la carrière de Wilson, elle prend part à des tournée aux États-Unis et à l'étranger, et donne des spectacles lors de festivals de blues et de jazz en Europe, en Asie et en Nouvelle-Zélande,. Elle participe au New Orleans Jazz & Heritage Festival, et se produit pour le Président Bill Clinton et le Vice-Président Al Gore, la Reine Élisabeth II et le Prince Rainier III de Monaco ainsi que son fils, le Prince Albert. Wilson chante également sur les navires de croisière et durant des croisières fluviales, et lors de fêtes et d'événements organisés par des entreprises. Certains des groupes avec qui elle se produit incluent Hot Cotton Jazz Band, Buck Bubbles Express, The Unknown Band, The King Beez, B. B. King All Stars, Ms. Ruby’s Band et Detroit People’s Band.
Dans les années 1980, Wilson passe quelques années de sa vie à Los Angeles et se produit avec Joan Rivers et Sharon Gless.
En 1976, on lui offre son premier contrat de disque, avec Malaco Records. Son premier album, Ruby Wilson, est produit par Malaco en 1981. Elle enregistre neuf albums dans sa carrière. Deux d'entre eux, Cake Walking Babies (1988) et Outstanding in Their Field (1989) sont enregistrés avec le Hot Cotton Jazz Band.

### Rôles au cinéma
Wilson joue dans plusieurs films, dont Larry Flynt (1996), L'Héritage de la haine (1996), Cookie's Fortune (1999) et Black Snake Moan (2006) ainsi que dans des publicités à la télévision,,.

## Honneurs
En 1992, après 20 ans à chanter dans les clubs de Beale Street, la station de télévision locale WMC-TV lui donne le titre de « Reine Ambassadrice de Beale Street » (Queen Abmassador of Beale Street) ; un titre qui devient deux ans plus tard « Reine de Beale Street ».
En 2006, Wilson reçoit le Memphis Sound Award for Best Entertainer (meilleure artiste). En 2010, elle est intronisée au Temple de la renommée afro-américain du Black Business Directory.
En 2012, on offre à Wilson un espace d'exposition pour montrer quelques objets récoltés durant sa carrière et, plus tard la même année, le Ruby Wilson Museum est ouvert. Il expose des souvenirs ainsi que des prix, des costumes et des photographies. En 2013, Wilson reçoit le prix pour l'ensemble de sa carrière des W.C. Handy Heritage Awards.
La Beale Street Walk of Fame (promenade des célébrités de la rue Beale Street) comprend une note de musique en laiton reconnaissant la contribution de Wilson contribution à la scène musicale de la rue.

## Vie personnelle
Wilson s'est mariée quatre fois. Son premier mari est un artiste gospel de Chicago. Son quatrième mari est le gérant de tournée de B.B. King.

### Décès
Wilson subit un AVC en 2009, et ne recouvre la parole que quatre mois plus tard. Elle reçoit des soins d'orthophonie et de physiothérapie, et récupère suffisamment pour jouer et chanter,. Elle fait une crise cardiaque en 2016 et, après plusieurs jours dans le coma, elle meurt le 12 août, à l'âge de 68 ans.
Elle laisse dans le deuil ses quatre enfants, douze petits-enfants et cinq arrière-petits-enfants,.